# Anigozanthos humilis
Espèce
Classification phylogénétique
Anigozanthos humilis est une espèce de plante de la famille des Haemodoraceae endémique d'Australie-Occidentale.

## Synonymes
- Anigozanthos dorrienii Domin
- Anigozanthos minimus Lehm.
- Anigozanthus minima Lehm. nom. inval.